# There's a Honky Tonk Angel (Who'll Take Me Back In)
«There's a Honky Tonk Angel (Who'll Take Me Back In)» es una canción escrita y compuesta por Troy Seals y Denny Rice, e interpretada originalmente por Seals en su álbum de 1973, Now Presenting Troy Seals. La versión más conocida de la canción es la rendición del músico estadounidense Conway Twitty. Fue publicada el 24 de diciembre de 1973 como el sencillo principal de su álbum de 1974, Honky Tonk Angel.

## Recepción de la crítica
Un escritor no especificado de Billboard indicó que el músico “hace un trabajo sobresaliente, naturalmente”. Un escritor no especificado de la revista Cash Box describió «There's a Honky Tonk Angel (Who'll Take Me Back In)» como “una balada suave y aterciopelada interpretada por la rica voz de Conway”.

## Lista de canciones
- 7-inch single – MCA-40173[4]

1. «There's a Honky Tonk Angel (Who'll Take Me Back In)» – 2:56
2. «Don't Let It Go to Your Heart» – 2:41

## Posicionamiento

### Gráfica semanal
| Gráfica (1974)                                      | Pico de posición |
| --------------------------------------------------- | ---------------- |
| Canadá (RPM Country Playlist)                       | 1                |
| Estados Unidos (Billboard Hot Country Singles)      | 1                |
| Estados Unidos (Cash Box Country Top 75)            | 1                |
| Estados Unidos (Record World Country Singles Chart) | 1                |

### Gráfica de fin de año
| Gráfica (1974)                                 | Pico de posición |
| ---------------------------------------------- | ---------------- |
| Estados Unidos (Billboard Hot Country Singles) | 15               |
| Estados Unidos (Cash Box Country Top 75)       | 45               |